# I'm with You (Avril Lavigne)
I'm with You is een nummer van de Canadese zangeres Avril Lavigne uit 2003. Het is de derde single van haar debuutalbum Let Go.
Het nummer werd vooral in Noord-Amerika en Europe een (grote) hit. In Lavigne's thuisland Canada behaalde het de 18e positie. In zowel de Nederlandse Top 40 als de Vlaamse Ultratop 50 bereikte het nummer de 9e positie.